# Claus Bering
Claus Carl Wagner Bering (født 2. marts 1919 i Haslev, død 6. juli 2001) var en dansk tegner og filmproducent.
Claus Bering var bladtegner for Kristeligt Dagblad i 1949 og senere fra 1951 til 1960 ved Dagbladet Information. Han har skrevet og illustreret flere bøger om naturen. Som filmproducent skabte Claus Bering en række naturfilm for Statens Filmcentral. Han var både manuskriptforfatter, instruktør og fotograf.

## Filmografi
- Blishønen
- Danmarks natur, 12 afsnit, 1972
- Skytten, 1977
- Gifttyden,1977
- Dunhammeren, 1977
- I panser og pladde 1, 1977
- I panser og pladde 2, 1977
- Den grønbenede rørhøne, 1978
- Mellem Furesøen og Øresund, 1978
- Insekterne, 1979
- Koen, 1980
- De spiselige og de giftige 1980
- Mølle og brødfabrik, 1980
- Cyklen, 1980
- Befrielsesbilleder, 1982
- Bierne, 1982
- Padder, 1982
- Kokassen, 1983
- Biologisk bekæmpelse 1, 1984
- Biologisk bekæmpelse 2, 1984
- At dræbe for at leve, 1985
- Arsukfjorden, 1990
- Mælkebøtten, 1991